# ليفيو ليبريسكو
ليفيو ليبريسكو (بالإنجليزية: Liviu Librescu) (و. 1930 – 2007 م) هو مهندس فضاء جوي، ومهندس، وتربوي، وأستاذ جامعي من الولايات المتحدة الأمريكية . ولد في بلويشت .
توفي في جامعة فرجينيا للتقنية .

## جوائز
حصل على جوائز منها:
- Order of the Star of Romania.